# Valentin Rongier
Valentin Rongier (Mâcon, 7 de diciembre de 1994) es un futbolista francés. Juega como centrocampista y su equipo es el Stade Rennes F. C. de la Ligue 1 de Francia.

## Trayectoria

### Nantes (2014-2019)
En junio de 2014, firmó su primer contrato profesional con el FC Nantes por un período de tres temporadas,
Hizo su debut con  Nantes en la Ligue 1, el 18 de octubre de 2014 contra Stade de Reims, reemplazando a Lucas Deaux después del minuto 78.
Marcó su primer gol profesional contra el Club Franciscano en los 32avos de final de la Coupe de France, 3 de enero de 2015. El 24 de junio de 2015, extendió su contrato con el Nantes. Fue durante el partido en el Estadio de la Beaujoire contra Troyes con un marcador de 3-0, el 17 de octubre de 2015, Rongier abre su contador de goles por primera vez en Ligue 1 .
El 24 de octubre de 2015, sufre una ruptura del ligamento cruzado; y, en consecuencia, una falta de disponibilidad de alrededor de seis meses.
Después de un excelente final para la temporada 2016-2017 y un aumento salarial, fue votado como el mejor anotador del año en los cinco grandes campeonatos europeos.

### Olympique de Marseille (2019-presente)
Rongier fue fichado en el Olympique de Marseille para compensar la partida de Luiz Gustavo al Fenerbahçe
Firma oficialmente un contrato hasta 2024 con los Phocéens por 13 000 000 de euros más cuatro bonos. Llega como un comodín, una regla de transferencia que le permite a un club francés comprar un solo jugador que juega en el país después del final de la ventana de transferencia. Rongier juega su primer partido el 15 de septiembre de 2019, reemplazando a Morgan Sanson durante una victoria contra AS Monaco.

## Estadísticas

### Clubes
Actualizado al último partido disputado el 3 de noviembre de 2024.
| Club                          | Div.          | Temporada     | Liga  | Liga  | Copas nacionales | Copas nacionales | Copas internacionales | Copas internacionales | Total | Total |
| Club                          | Div.          | Temporada     | Part. | Goles | Part.            | Goles            | Part.                 | Goles                 | Part. | Goles |
| ----------------------------- | ------------- | ------------- | ----- | ----- | ---------------- | ---------------- | --------------------- | --------------------- | ----- | ----- |
| F. C. Nantes II Francia       | 5.ª           | 2012-13       | 1     | 1     | ―                | ―                | ―                     | ―                     | 1     | 1     |
| F. C. Nantes II Francia       | 4.ª           | 2013-14       | 23    | 0     | ―                | ―                | ―                     | ―                     | 23    | 0     |
| F. C. Nantes II Francia       | 4.ª           | 2014-15       | 15    | 1     | ―                | ―                | ―                     | ―                     | 15    | 1     |
| F. C. Nantes II Francia       | Total club    | Total club    | 39    | 2     | 0                | 0                | 0                     | 0                     | 39    | 2     |
| F. C. Nantes Francia          | 1.ª           | 2014-15       | 6     | 0     | 2                | 1                | ―                     | ―                     | 8     | 1     |
| F. C. Nantes Francia          | 1.ª           | 2015-16       | 11    | 1     | 0                | 0                | ―                     | ―                     | 11    | 1     |
| F. C. Nantes Francia          | 1.ª           | 2016-17       | 31    | 2     | 4                | 0                | ―                     | ―                     | 35    | 2     |
| F. C. Nantes Francia          | 1.ª           | 2017-18       | 32    | 1     | 3                | 1                | ―                     | ―                     | 35    | 2     |
| F. C. Nantes Francia          | 1.ª           | 2018-19       | 36    | 4     | 7                | 0                | ―                     | ―                     | 43    | 4     |
| F. C. Nantes Francia          | 1.ª           | 2019-20       | 3     | 0     | 0                | 0                | ―                     | ―                     | 3     | 0     |
| F. C. Nantes Francia          | Total club    | Total club    | 119   | 8     | 16               | 2                | 0                     | 0                     | 135   | 10    |
| Olympique de Marsella Francia | 1.ª           | 2019-20       | 23    | 0     | 5                | 0                | ―                     | ―                     | 28    | 0     |
| Olympique de Marsella Francia | 1.ª           | 2020-21       | 26    | 1     | 2                | 0                | 6                     | 0                     | 34    | 1     |
| Olympique de Marsella Francia | 1.ª           | 2021-22       | 32    | 0     | 3                | 0                | 11                    | 1                     | 46    | 1     |
| Olympique de Marsella Francia | 1.ª           | 2022-23       | 36    | 1     | 4                | 0                | 6                     | 0                     | 46    | 1     |
| Olympique de Marsella Francia | 1.ª           | 2023-24       | 10    | 0     | 0                | 0                | 5                     | 0                     | 15    | 0     |
| Olympique de Marsella Francia | 1.ª           | 2024-25       | 6     | 0     | 0                | 0                | —                     | —                     | 6     | 0     |
| Olympique de Marsella Francia | Total club    | Total club    | 133   | 2     | 14               | 0                | 29                    | 1                     | 176   | 3     |
| Total carrera                 | Total carrera | Total carrera | 291   | 12    | 30               | 2                | 29                    | 1                     | 350   | 15    |